# Rob Corddry
Robert William Corddry (Weymouth, Norfolk megye, Massachusetts, 1971. február 4. –) négyszeres Primetime Emmy-díjas amerikai színész és humorista. 
Leginkább a The Daily Show közreműködőjeként ismert. Ő játssza a Vissza a jelenbe című vígjátékban a főszerepet. Az Adult Swim Childrens Hospital című sorozatának készítője és főszereplője. Emiatt négy Emmy-díjat nyert. Az HBO Ballers és a CBS The Unicorn című sorozataiban is szerepelt.

## Élete és pályafutása
Weymouth-ban született Robin és Steven Corddry gyermekeként. Nate Corddry testvére. Mindketten cserkészek.
1989-ban érettségizett a Weymouth North High School tanulójaként, majd az University of Massachusetts Amherst egyetemen tanult 1989-től 1993-ig. Eleinte újságírónak tanult, de két nap után abbahagyta. Ezután a színészetre koncentrált.
1994 januárjában New Yorkba költözött. A The Metropolitan Museum of Art múzeumban dolgozott biztonsági őrként, illetve egy mexikói étteremben osztogatta az étlapot. Végül kapott színészi munkákat is. Az Upright Citizens Brigade Theatre-ben tanult improvizációs humort, illetve gyakran fellépett a "The Naked Babies" nevű humortársulattal. Első jelentősebb szerepe a Comedy Central Upright Citizens Brigade című sorozatában volt.

## Filmográfia
| Év   | Magyar cím                          | Eredeti cím                                  | Szerep                          | Magyar hang       |
| ---- | ----------------------------------- | -------------------------------------------- | ------------------------------- | ----------------- |
| 2003 | Sulihuligánok                       | Old School                                   | Warren                          |                   |
| 2004 |                                     | Blackballed: The Bobby Dukes Story           | Bobby Dukes                     |                   |
| 2006 | Randi az oltárnál                   | Wedding Daze                                 | Kyle                            | Előd Botond       |
| 2006 | Reszkessetek, repülők!              | Unaccompanied Minors                         | Sam Davenport                   |                   |
| 2006 | Anyám nyakán                        | Failure to Launch                            | fegyverkereskedő                | Hajdu Steve       |
| 2006 | Arthur és a villangók               | Arthur and the Invisibles                    | Seides (hangja)                 |                   |
| 2007 | A tíz                               | The Ten                                      | Duane Rosenblum                 |                   |
| 2007 | Agyő, nagy ő!                       | The Heartbreak Kid                           | Mac                             | Kapácsy Miklós    |
| 2007 | Férj és férj                        | I Now Pronounce You Chuck and Larry          | Jim, a tüntető                  |                   |
| 2007 | Jégi dicsőségünk                    | Blades of Glory                              | Bryce                           | Albert Péter      |
| 2008 | Míg a jackpot el nem választ        | What Happens in Vegas                        | Jeff "Hater" Lewis              | Maday Gábor       |
| 2008 | W. – George W. Bush élete           | W.                                           | Ari Fleischer                   |                   |
| 2008 | Fél-profi                           | Semi-Pro                                     | Kyle                            | Moser Károly      |
| 2008 | Alulképző                           | Lower Learning                               | Harper Billings igazgató        | Barát Attila      |
| 2008 | Kalandférgek 2. – Öbölből vödörbe   | Harold & Kumar Escape from Guantanamo Bay    | Ron Fox                         | Józsa Imre        |
| 2009 | Nyerő csapat                        | The Winning Season                           | Terry                           | Barbinek Péter    |
| 2009 | Kaszinó a csatamezőn                | Taking Chances                               | Cleveland Fishback polgármester | Kálid Artúr       |
| 2010 | Vissza a jelenbe                    | Hot Tub Time Machine                         | Lou Dorchen                     | Jakab Csaba       |
| 2010 | Végjáték                            | Operation: Endgame                           | Chariot                         | Háda János        |
| 2011 | Céges buli                          | Cedar Rapids                                 | Gary                            |                   |
| 2011 | Vaj                                 | Butter                                       | Ethan Emmett                    | Zöld Csaba        |
| 2012 | Míg a világvége el nem választ      | Seeking a Friend for the End of the World    | Warren                          | Haás Vander Péter |
| 2013 | Ördögfattya                         | Hell Baby                                    | Jack                            |                   |
| 2013 | A szörny mentőakció                 | Escape from Planet Earth                     | Gary Supernova (hangja)         | Gyabronka József  |
| 2013 | Eleven testek                       | Warm Bodies                                  | M / Marcus                      | Sótonyi Gábor     |
| 2013 | Hamarosan...                        | In a World...                                | Moe                             | Gyabronka József  |
| 2013 | Pain & Gain                         | Pain & Gain                                  | John Mese                       | Kardos Róbert     |
| 2013 | Ördögöt fogtál, nem ereszt          | Rapture-Palooza                              | Mr. Walt House                  | Kerekes József    |
| 2013 | Az első igazi nyár                  | The Way, Way Back                            | Kip                             | Kardos Róbert     |
| 2014 |                                     | Jason Nash Is Married                        | Dan Morrison                    |                   |
| 2014 | Muppet-krimi: Körözés alatt         | Muppets Most Wanted                          | First AD                        |                   |
| 2014 | Szexvideó                           | Sex Tape                                     | Robby Thompson                  | Gyabronka József  |
| 2015 | Vissza a jelenbe 2.                 | Hot Tub Time Machine 2                       | Lou Dorchen                     | Rába Roland       |
| 2016 | Hivatali karácsony                  | Office Christmas Party                       | Jeremy Parker                   | Hajdu Steve       |
| 2017 | Hogyan legyél latin szerető         | How to Be a Latin Lover                      | Quincy                          | Kapácsy Miklós    |
| 2017 |                                     | Shimmer Lake                                 | Kurt Biltmore                   |                   |
| 2017 |                                     | The Layover                                  | Stan Moss igazgató              |                   |
| 2018 | Kutya egy nyár                      | Dog Days                                     | Kurt                            | Háda János        |
| 2019 |                                     | Benjamin                                     | Dr. Ed                          |                   |
| 2020 |                                     | Bad Therapy                                  | Bob Howard                      |                   |
| 2020 | Jó utat a tudatmódosítók világában! | Have a Good Trip: Adventures in Psychedelics | önmaga                          |                   |
| 2023 | Drukkernénik                        | 80 for Brady                                 | Pat                             | Kapácsy Miklós    |
| 2023 |                                     | The Donor Party                              | Geoff                           |                   |
| 2023 |                                     | The Senior                                   | Sam Weston                      |                   |

## Fordítás
- Ez a szócikk részben vagy egészben  a   Rob Corddry című angol Wikipédia-szócikk ezen változatának fordításán alapul.  Az eredeti cikk szerkesztőit annak laptörténete sorolja fel. Ez a jelzés csupán a megfogalmazás eredetét és a szerzői jogokat jelzi, nem szolgál a cikkben szereplő információk forrásmegjelöléseként.